# Kindle Vildor
Kindle Lee Vildor (Atlanta, 11 dicembre 1997) è un giocatore di football americano statunitense che milita nel ruolo di cornerback per i Detroit Lions della National Football League (NFL).

## Carriera

### Chicago Bears
Vildor al college giocò a football a Georgia Southern dal 2016 al 2019. Fu scelto dai Chicago Bears nel corso del quinto giro (163º assoluto) del Draft NFL 2020. Debuttò come professionista nella gara del primo turno contro i Detroit Lions. La sua stagione da rookie si chiuse con 17 tackle e un passaggio deviato, disputando tutte le 16 partite.

### Tennessee Titans
Il 30 agosto 2023 Vildor firmò con i Tennessee Titans.